# Hanson (gruppo musicale)
Gli Hanson sono un gruppo musicale statunitense formatosi nel 1992.

## Storia

### L'esordio ed il successo commerciale (1995-2000)

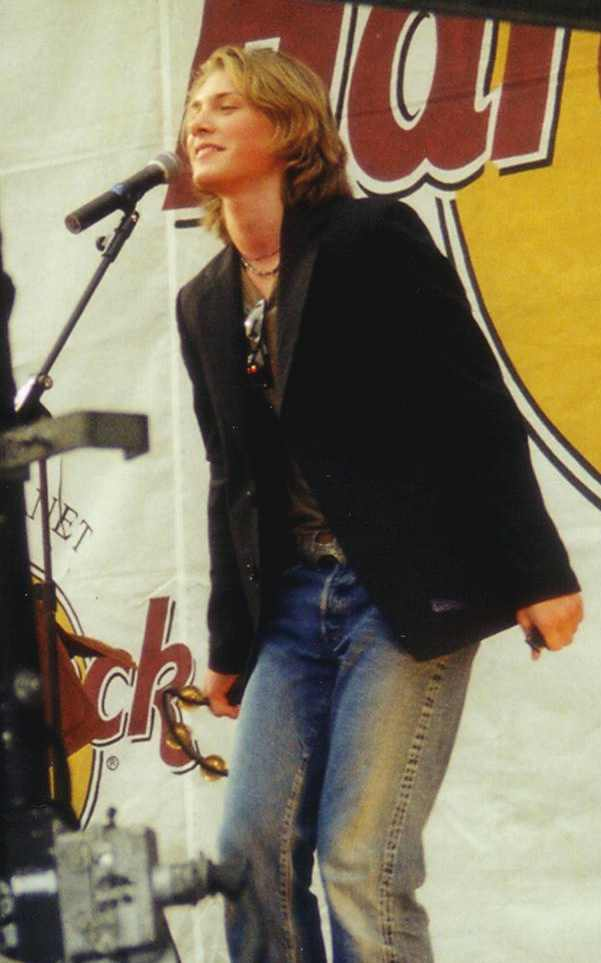
Taylor in concerto a Madrid, 2000

I componenti della band sono tre fratelli, agli inizi ancora bambini, originari di Tulsa, nell'Oklahoma: Clarke Isaac Hanson (chitarra) detto Ike, Zachary Walker Hanson (batteria) detto Zac e Jordan Taylor Hanson (pianoforte) detto Tay.
Inizialmente il complesso si faceva chiamare Hanson Brothers, ma per sbaglio venivano chiamati "Handsome Brothers" e quindi optarono per il solo cognome, Hanson.
Sono conosciuti principalmente per il successo ottenuto nel 1997 con la hit MMMBop, contenuta nell'album Middle of Nowhere.
Dallo stesso album di debutto mondiale uscirono inoltre come singoli e video musicali: Where's The Love, I Will Come To You, Weird e Thinking Of You.
In precedenza, avevano realizzato due album studio autoprodotti, Boomerang e Mmmbop destinati al mercato locale. Nel secondo è presente una versione diversa del brano Mmmbop contenunto in Middle Of Nowhere.
Nello stesso anno di debutto di Middle Of Nowhere, la band pubblica un album di canzoni natalizie, composto sia da cover che da brani propri, intitolato Snowed In e il VHS (in seguito anche DVD) intitolato Hanson: Tulsa, Tokyo, & the Middle Of Nowhere, che ripercorre la storia della band, con una versione inedita del video Where's The Love e il backstage sia di questo video che di Mmmbop, interviste, riprese video fatte dalla stessa band, tappe del tour internazionale, ospitate nelle radio, e il successo di Mmmbop.
Il 6 maggio è stato dichiarato Hanson Day in Oklahoma dal governatore Frank Keating. Il 6 maggio è il giorno corrisponde all'uscita dell'album che ha reso celebre la band: Middle Of Nowhere, conosciuto anche con l'abbreviazione MON.
Nel 1998 pubblicano 3 Car Garage: The Indie Recordings '95-'96 che raccoglie una selezione delle canzoni e cover del secondo album autoprodotto dalla band (Mmmbop). Un prodotto casereccio apprezzato e destinato solo alle fans. L'età della band all'epoca si aggirava sugli 11-12 anni. All'epoca la voce principale era quella del chitarrista Isaac e il più piccolo della band Zac non sempre era presente all'interno delle canzoni. In sottofondo si può sentire il rumore del registratore, era infatti così che gli Hanson producevano musica, autoregistrandosi nel garage di casa. L'album contiene la long version della canzone Mmmbop, mai uscita come singolo. Dall'album venne pubblicato il video live della canzone River interpretata durante l'Albertane Tour. Sempre nello stesso anno pubblicano una raccolta live, dell'Albertane Tour del 1998 intitolata appunto Live From Albertane seguita dal vhs The Road To Albertane, contenente le principali tappe dei concerti tenuti dalla band in America e le loro impressioni.
Parteciparono poi all'annuale edizione (la 40ª) dei Grammy Award, vincendo nella categoria Miglior Artista Emergente e Miglior Canzone dell'Anno (Mmmbop).
Nel 2000, dopo un periodo di ombra, esce il loro quarto album, il secondo sotto una major, dal titolo This Time Around, trainato dal singolo If Only e successivamente da This Time Around e Save Me.
Album dal sound meno pop del precedente e che non riscosse lo stesso successo di vendite: 8 milioni di copie di Middle Of Nowhere contro il solo milione di This Time Around. L'etichetta sotto cui la band si trova all'epoca chiese quindi un nuovo album più vicino ad uno stile pop commerciale.
Lo stesso anno la band pubblica un DVD del tour di This Time Around dal titolo Live At Fillmore, mai uscito in Italia.
Durante il periodo di fama internazionale, la band non ha mai tenuto concerti in Italia, ma ha partecipato al Festivalbar. Nel 1997 in anteprima mostrò Mmmbop e nel 2000 a Napoli If Only.

### L'abbandono della major e la nascita della loro etichetta discografica:3 Car Garage Records(2003)
Nel 2003, dopo che l'album proposto dalla band alla propria casa discografica venne bocciato dalla stessa (era in produzione già dal 2001), gli Hanson rescindono il contratto e fondano una loro casa discografica, la 3 Car Garage Records. 3 Car Garage, oltre ad essere la raccolta delle loro canzoni autoprodotte da bambini (3 Car Garage: The Indie Recordings '95-'96) è il posto dove gli Hanson producevano musica prima di diventare famosi: il garage della loro abitazione di Tulsa.

#### Le successive pubblicazioni ed il documentario sulla crisi discografica-musicale (2003-2005)

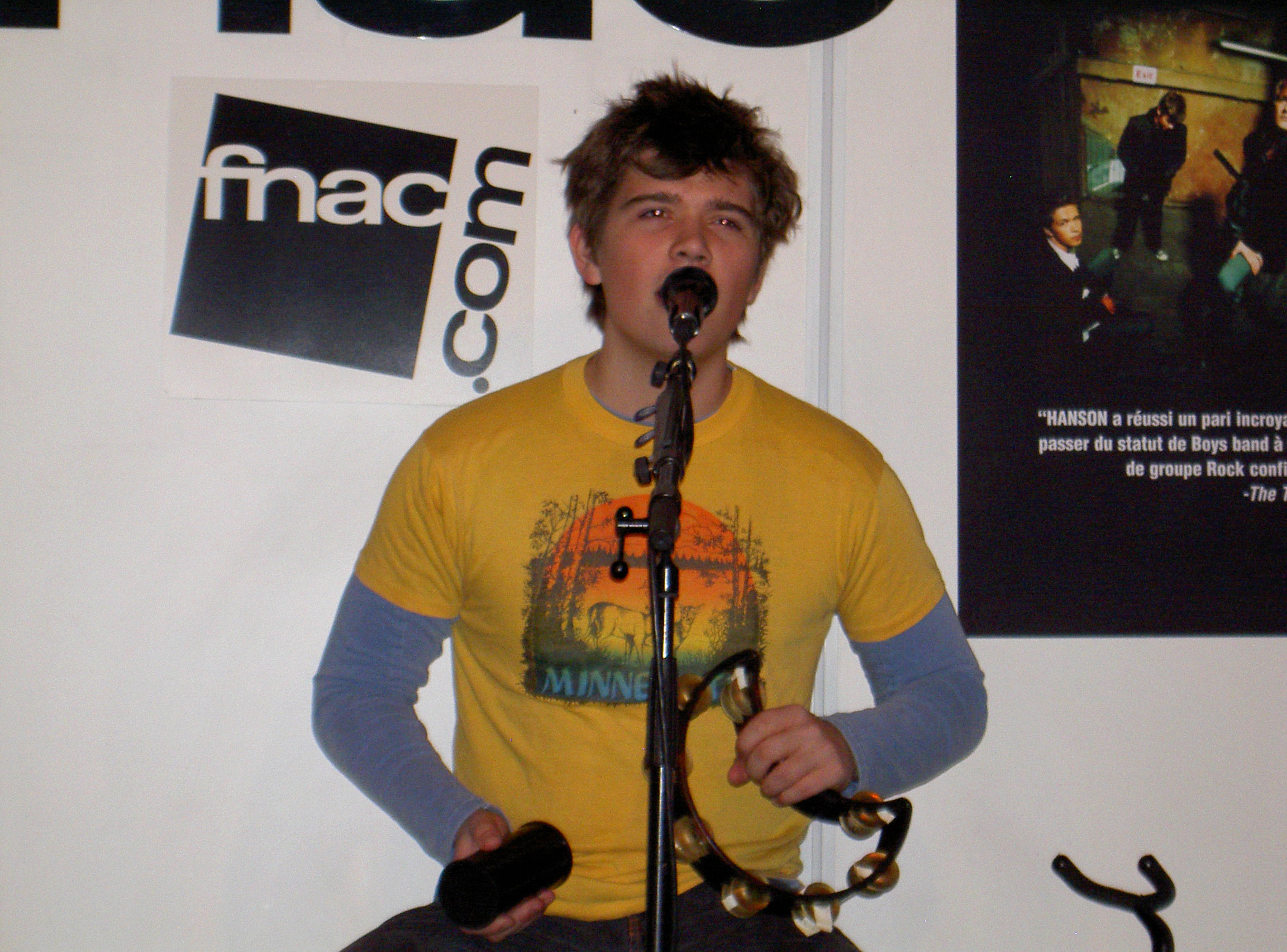
Zac Hanson in un live acustico a Parigi, 2005

Prima di tornare con il nuovo album la band sul proprio sito ufficiale nel 2003 pubblica l'EP dal titolo Underneath Acoustic a preannunciare l'uscita nel 2004 negli Usa di Underneath, 2005 per l'Italia.
Dal nuovo album studio due furono i singoli estratti: Penny & Me, che ottenne buoni riscontri e Lost Without Each Other che invece passò inosservata. L'album venne definito dalla stessa band "di transizione", tra il vecchio stile pop e uno più rock.
In America Underneath debutta alla numero Uno della Billboard Independent Albums Chart, rimanendo poi in classifica per 11 settimane. In Italia l'album sarà poco apprezzato a livello di vendite, ottenendo però una buona critica.
Nel 2004 per la prima volta la band si esibisce in un vero concerto in Italia. Si esibiscono allo Zoe Club di Milano, il 10 novembre, (data facente parte dell'Underneath Acoustic Tour) ad anticipare l'uscita nel gennaio 2005 dell'album.
Dopo il primo tutto esaurito, la band il 3 aprile 2005 si esibisce in una data, facente parte stavolta del Live & Electric Tour, al Rolling Stone di Milano, ad anticipare l'uscita nell'ottobre 2005 dell'album The Best of Hanson: Live & Electric.
Nel 2004 la band pubblica un documentario dal titolo Strong Enough To Break (come la canzone d'apertura di Underneath). Il tema del filmato è la storia della band e le problematiche relative al mercato discografico nonché il duro cammino per riuscire a produrre musica. Questo documentario fu selezionato per l'Hollywood Film Festival e divenne oggetto di studio nelle scuole musicali di NYU e USC. Gli Hanson difatti nel 2005 fecero tappa in diversi college mostrando il documentario, tenendo lezione ed esibendosi nei campus. Il documentario, in un primo momento disponibile per l'acquisto sul sito ufficiale dalla band, venne distribuito gratuitamente via podcast (suddiviso in 13 episodi) su iTunes.
Nel novembre del 2005 l'ex major della band pubblica una raccolta intitolata Hanson: Mmmbop The Collection e nel 2006 20th Century Masters – The Millennium Collection: The Best of Hanson che comprendono una selezione di brani sia dei loro precedenti album studios sia delle raccolte natalizia, live e dei loro esordi.

### L'impegno umanitario e l'eraThe Walk(2006-2008)

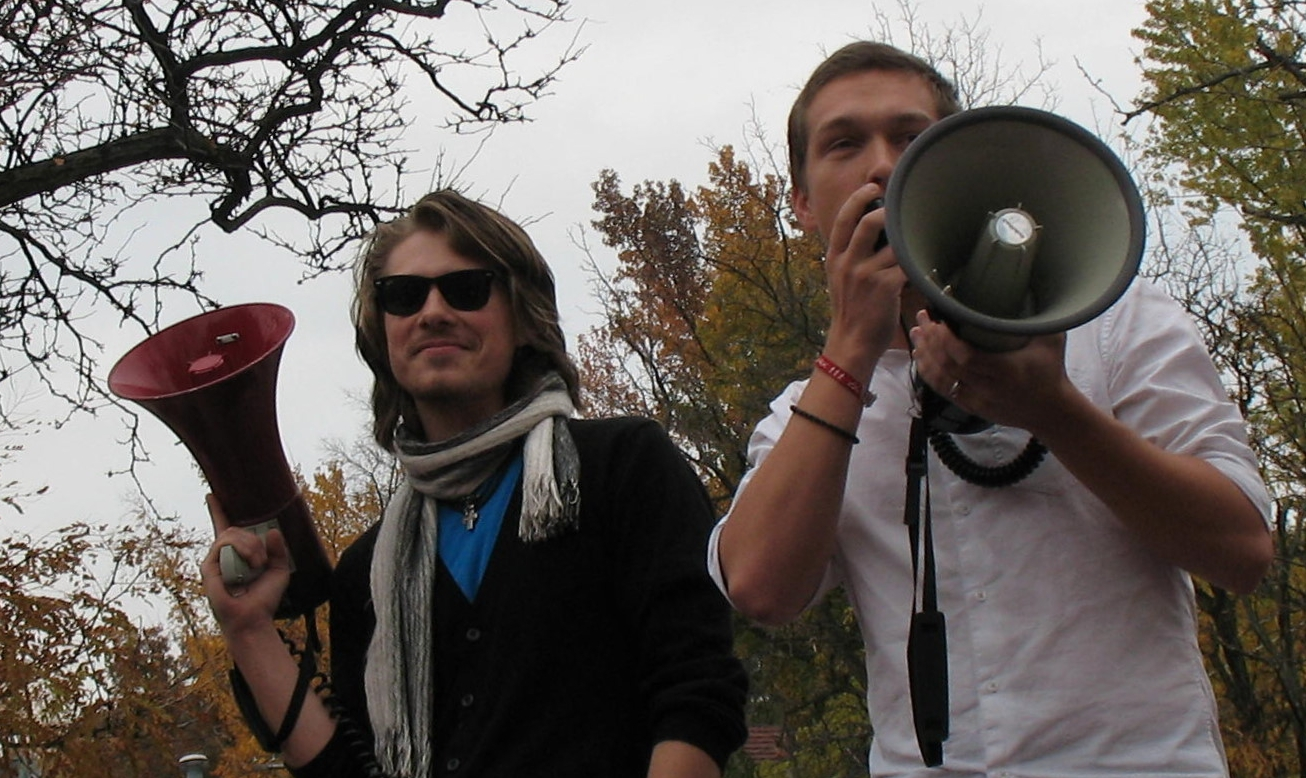
Taylor e Isaac Hanson nel 2006.

Il 1º dicembre 2006 gli Hanson tornano dopo un vero e proprio viaggio spirituale nel Sudafrica, e pubblicano una canzone per la giornata mondiale contro l'AIDS. Tale canzone è stata venduta esclusivamente attraverso internet per riconoscere il World AIDS Day; si intitola Great Divide e contiene la partecipazione di un coro di bambini del Sudafrica.
Il 100% dei proventi derivanti dalla vendita della canzone è stato donato in beneficenza, per la costruzione di un ospedale a Soweto, Sudafrica.
The Walk, il sesto album della band, esce negli USA nel luglio del 2007; in Italia viene pubblicato dall'etichetta indipendente Planet Records il 21 marzo 2008, e il singolo apripista è sempre Great Divide.
Il disco è accompagnato anche da vario materiale video: da Taking The Walk, un nuovo documentario ottenibile via podcast, che testimonia l'esperienza africana del gruppo ma soprattutto il lungo processo dell'album The Walk; in secondo luogo, il DVD di una esibizione acustica di alcuni brani scelti dall'album, dal titolo The Walk Live & Acoustic.
Il 5 maggio 2007, la band celebra i primi dieci anni di Middle Of Nowhere: tenendo un concerto in un'atmosfera intima, riproponendo in una chiave insolita quasi tutto il loro disco di debutto; questo concerto è stato registrato e distribuito in DVD sotto il nome di Middle Of Nowhere Acoustic. Sia l'album che il DVD di questa serata sono stati pubblicati solo sul sito della band.
Nell'estate 2008 la band concretizza nuovi progetti, tra cui la pubblicazione di nuovo materiale dal vivo e le riprese di una seconda versione del videoclip di Great Divide; e riparte dal settembre dello stesso anno con nuove tappe del suo The Walk Around The World.
Ad ottobre, escono sotto il nome di Taking The Walk sia un libro (che raccoglie testimonianze, stralci, fotografie sull'attività umanitaria del gruppo e sulle cosiddette "camminate" benefiche e di sensibilizzazione, tenute in compagnia dei fans prima di alcuni concerti), sia un EP di brani inediti che vedono sempre la speranza, la solidarietà e la condizione umana come temi centrali delle liriche.
Tra dicembre 2008 e gennaio 2009, gli Hanson rientrano ancora una volta in studio, per lavorare su nuovo materiale creativo in vista di quello che dovrà essere il loro settimo album.

### Progetti paralleli: i Tinted Windows (2008-2009)
Tra il 2008 e il 2009 Taylor fonda una nuova band, i Tinted Windows, insieme al chitarrista James Iha (ex Smashing Pumpkins e A Perfect Circle), al batterista Bun E. Carlos (Cheap Trick) e al bassista Adam Schlesinger (Fountains of Wayne).
L'album dal titolo omonimo al nome del gruppo musicale esce con il singolo Kind Of A Girl.

### Stand Up Stand UpeShout It Out(2009-2012)
Nel maggio del 2009 la band ha pubblicato negli Stati Uniti d'America l'EP live acustico Stand Up Stand Up. L'ep è stato registrato al Tulsa Little Theatre.
Inizialmente disponibile sul sito della band e in seguito su iTunes e altri negozi digitali l'8 dicembre 2009, è uscito nei principali negozi musicali Usa. Contiene 5 canzoni, scritte e prodotte dagli Hanson: These Walls, Carry You There, Use Me Up, Waiting For This, World's On Fire (Full Version).
L'uscita negli Stati Uniti d'America del loro nuovo album studio, Shout It Out, è stata annunciata per l'8 giugno 2010. In Europa l'album non è stato pubblicato, mentre è stato pubblicato nel novembre 2011 su iTunes Italia nelle due versioni Standard e Deluxe. Tra le collaborazioni illustri, figurano nomi come quello di Conor Oberest, Jerry Hey arrangiatore di Michael Jackson, Babbitt e i Yeah Yeah Yeahs.
L'album contiene dodici tracce: Waiting For This, Thinking Bout Somethin, Kiss Me When You Get Home, Carry You There, Give a Little, Make It Out Alive, And I Waited, Use Me Up, These Walls, Musical Ride, Voice in the Chorus e Me Myself and I.

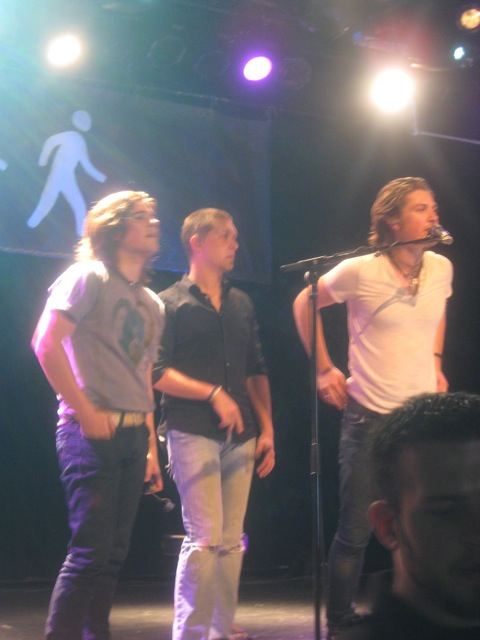
Gli Hanson a Vancouver, 2008

Il primo singolo estratto dall'album, Thinking 'Bout Somethin, è disponibile digitalmente dal 27 aprile 2010; la song première è stata pubblicata online.
Il video musicale è stato girato a Tulsa da Todd Edwards e vede la presenza di un'immensa folla di persone (oltre 300 comparse tra ballerini professionisti e fans della band) che iniziano a ballare in mezzo alla strada. Il video, distribuito online dalla band, ricrea scenari e lo stile del film The Blues Brothers.
Prima dell'uscita del nuovo album gli Hanson hanno effettuato a primavera 5 concerti a New York, al Blender Theatre (Greamercy), dal 26 al 30 aprile e questo mini tour è stato denominato "5 of 5".
Ogni concerto è stato dedicato ad uno degli album in studio (in ordine cronologico) della band (esclusi i primi due album indipendenti del 1995 e del 1996) e proposto in una versione acustica ed inedita fino a presentare nell'ultimo della serie, in anteprima, la nuova uscita discografica:
1. Il 26 aprile è stato "celebrato" l'album Middle Of Nowhere del 1997;
2. Il 27 aprile l'album This Time Around del 2000;
3. Il 28 aprile l'album Underneath del 2004;
4. Il 29 aprile l'album The Walk del 2007;
5. Il 30 aprile in anteprima il nuovo lavoro della band, Shout It Out del 2010.[39][40]

Il primo maggio gli Hanson hanno partecipato al Bamboozle Festival 2010 nel New Jersey.
La band ha pubblicato su iTunes la cover di Furry Walls, disponibile in Italia dal 28 giugno 2010. La canzone originale ha reso celebre Aldous Snow, personaggio del film In viaggio con una rock star, interpretato da Russell Brand.
Nel 2011 la band ha presenziato al MIDEM in Francia (una grande conferenza di musica) e ha annunciato una possibile pubblicazione dell'album Shout It Out in Europa. In questa occasione ha organizzato uno special acoustic show gratuito denominato "Meet Me In The Middle" a Londra per il 1 febbraio 2011 alle ore 20 al 100 Club.
La band ha reso possibile la visione gratuita e legale del medesimo show nel loro sito per lo streaming, già utilizzato nello scorso dicembre in occasione delle festività natalizie.
Nel febbraio 2011 il brano Give a Little è stato estratto come secondo singolo dall'album Shout It Out.
La band, il 22 dello stesso mese, ha distribuito online il videoclip della canzone che si è posizionata in pochi giorni alla numero 1 del sito Vh1.com.
Questo video, come il precedente, prevede molte comparse nel ballo, selezionate anche tra i fans della band.
Nell'autunno 2011 è iniziato lo Shout It Out World Tour e la band è tornata in Europa tenendo un concerto, data unica italiana, ai Magazzini Generali di Milano, domenica 20 novembre 2011.
Il 18 maggio 2012, hanno pubblicato sul loro sito un EP di inediti, dal titolo No Sleep for Banditos.

### Get the Girl BackeAnthem(2013)
Il 9 aprile 2013, è uscito il nuovo singolo Get the Girl Back, già in prevendita sull'iTunes Store statunitense e di cui è stato pubblicato il video musicale in anteprima il 4 aprile su MTV e poche ore dopo ufficialmente nel loro canale ufficiale di YouTube.
Il singolo anticipa l'uscita del loro sesto album in studio, Anthem.
La band, nello stesso comunicato pubblicato in data 1º aprile, ha annunciato le tappe del nuovo tour, Anthem World Tour, che è iniziato il 18 luglio da Buenos Aires.

### Finally It'a Christmas(2017) eString Theory(2018)
Nel 2017 gli Hanson hanno pubblicato il loro secondo album natalizio, Finally It'a Christmas pubblicato il 27 ottobre 2017.
Nel luglio 2018, gli Hanson hanno annunciato un tour sinfonico e un album di accompagnamento, intitolato String Theory. Il tour è iniziato nell'agosto 2018, mentre l'album è stato pubblicato il 9 novembre 2018.

## Premi e riconoscimenti
- 1997
  - Miglior canzone agli MTV Europe Music Awards 1997 con Mmmbop
  - Miglior rivelazione agli MTV Europe Music Awards 1997

### Nomination
- 1998
  - Miglior artista esordiente ai Grammy Award[13]
  - Registrazione dell'anno ai Grammy Award con Mmmbop
  - Miglior interpretazione vocale pop di coppia o di gruppo ai Grammy Award.[13]

## Formazione
- Isaac Hanson: chitarra elettrica ed acustica, basso, voce e cori
- Taylor Hanson: pianoforte e tastiere, chitarra elettrica ed acustica, batteria e percussioni, voce e cori
- Zac Hanson: batteria e percussioni, pianoforte e tastiere, chitarra elettrica ed acustica, voce e cori

## Discografia

### Demo
- 1995 - Boomerang (Autoprodotto)
- 1996 - Mmmbop (Autoprodotto)

### Album in studio
- 1997 - Middle of Nowhere
- 2000 - This Time Around
- 2004 - Underneath
- 2007 - The Walk
- 2010 - Shout It Out
- 2013 - Anthem
- 2018 - String Theory
- 2021 - Against The World
- 2022 - Red Blue Green

### Album natalizi
- 1997 - Snowed In
- 2017 - Finally It's Christmas

## Filmografia

### Cameo
- 1994 - Carman - Yo Kidz the Vidz - Storie della Bibbia cantate. Taylor fa la parte di David, Isaac del presentatore e sullo sfondo si vede il piccolissimo Zac e alcuni membri della loro famiglia.[56]
- 2000 - Noah Knows Best (18 novembre) - Guest star del quinto episodio della prima serie.[57]
- 2002 - Frank McKlusky, C.I - Interpretano loro stessi, esibendosi dal vivo con Get Up And Go dell'album Underneath, mentre il personaggio principale, McKlusky, cerca di raggiungerli.[58]
- 2002 - Sabrina, vita da strega - Guest star del nono episodio della sesta stagione intitolato Compleanno da strega (A Birthday Witch).[59]
- 2011 - Last Friday Night (T.G.I.F.) di Katy Perry - Video musicale in cui interpretano loro stessi suonando nel giardino della villa in cui si tiene una festa. Vengono anche citati e ripresi mentre suonano, stavolta senza pubblico, nei crediti principali a fine video.[60]

## Tournée
- 1998 - Albertane Tour
- 2000 - This Time Around Tour
- 2003 - Underneath Acoustic Tour
- 2004 - Underneath Tour
- 2005 - Live and Electric Tour
- 2007 - The Walk Tour
- 2008 - The Walk Around The World Tour
- 2009 - Use Your Sole Tour
- 2010 - Shout It Out Tour
- 2011 - The Musical Ride Tour
- 2011 - Shout It Out World Tour
- 2013 - Anthem World Tour

## Libri e pubblicazioni
- 1997 - Hanson - The Official Book by Jarrod Gollihare, Jill Matthews - Mai uscito in Italia.[61]
- 1998 - Hanson Ed. Grafiche Lo Vecchio, Collana Sovra Esposizione.

## Curiosità
- Gli Hanson sono menzionati nell'episodio Tacchi rossi della quarta stagione della serie televisiva The Mentalist come fenomeno di cultura popolare. Il personaggio di Grace Van Pelt, interpretato da Amanda Righetti, ammette a Patrick Jane, interpretato Simon Baker, che, da adolescente, la sua stanza era tappezzata di poster degli Hanson.[62]